# Archibald Campbell, V conde de Argyll
Archibald Campbell, V conde de Argyll (1532-1573) fue una figura destacada en la política escocesa durante el reinado de María I de Escocia y la primera parte del reinado de Jacobo VI.
Hijo de Archibald Campbell, IV conde de Argyll y lady Helen Hamilton.

## Biografía
Sucedió a su padre en 1558 como conde de Argyll y las posesiones que heredó le convirtieron en el magnate más poderoso del reino. Devoto protestante, se convirtió rápidamente en uno de los líderes de los Lores de la Congregación, junto con su cuñado Lord James Stewart, hijo ilegítimo de Jacobo V. Juntos, negociaron con Sir William Cecil la ayuda inglesa contra la regente María de Guisa, y jugaron un importante papel en el Tratado de Edimburgo de 1560, que vio el triunfo de la Congregación y la retirada de las tropas inglesas y francesas de Escocia.
Con el regreso de María I a Escocia en 1561, Argyll y Stewart, ahora conde de Moray, mantuvieron sus cargos y siguieron con su política anglófila. Su hegemonía concluyó en 1565 con el matrimonio de María con el católico Enrique Estuardo, Lord Darnley, cuyas pretensiones al trono inglés le granjearon la enemistad de Isabel I, llevando a Argyll y otros líderes protestantes a levantarse en rebelión.
Ante el fracaso de la ayuda inglesa, Argyll se vio obligado a refugiarse en sus tierras de las Highlands. A partir de entonces, el desencanto con Inglaterra se hizo patente en él.
Durante los dos años siguientes, Argyll continuó apoyando a su viejo amigo Moray. Estaba implicado en los asesinatos de David Rizzio en 1566 y del propio rey en 1567, y se mostró horrorizado ante el nuevo matrimonio de la reina, esta vez con James Hepburn, conde de Bothwell. Junto con Moray y otros líderes protestantes se enfrentó a la reina ese mismo año, consiguiendo apresarla en Carberry Hill, pero no llegó a un acuerdo con sus aliados acerca de la deposición de la monarca.
Con la huida de María de prisión en 1568, Argyll se convirtió en el líder del partido de la reina, y lideró a su ejército en la batalla de Langside ese mismo año, siguiéndola después en su huida a Inglaterra, pero finalmente se reconcilió con el conde de Lennox, regente, en 1571 y prestó su apoyo al partido del Rey como medida para restaurar la paz y reducir la influencia inglesa en los asuntos de Escocia. Fue elegido para el Consejo Privado ese año, y se convirtió en Lord Canciller de Escocia en 1572.
Como jefe del clan Campbell, se implicó seriamente en la política del Ulster durante la década de los 60. Aunque inicialmente consideró pactar con Inglaterra para asegurar la seguridad de sus seguidores en O'Donnell y MacDonnell frente al levantamiento de los O'Neill, la desidia inglesa le llevó a realizar una política matrimonial de alianzas con los tres principales clanes del Ulster que, en última instancia tendría consecuencias en la historia irlandesa con la rebelión de Hugh O'Neill en la década de los 90.
Archibald Campbell falleció en 1573, sin descendencia, y fue sucedido por su hermano Colin.
| Predecesor: Archibald Campbell, IV conde de Argyll | Conde de Argyll 1558 - 1573           | Sucesor: Colin Campbell, VI conde de Argyll |
| Predecesor: James Douglas, IV conde de Morton      | Lord Canciller de Escocia 1572 - 1573 | Sucesor: John Lyon, VIII Señor de Glamis    |
| Predecesor: Archibald Campbell, IV conde de Argyll | Lord Justicia General 1558-1573       | Sucesor: Colin Campbell, VI conde de Argyll |